# Development Team Giant-Shimano
Das Development Team Giant-Shimano ist ein ehemaliges Radsportteam mit Sitz im niederländischen Deventer, welches nur im Jahr 2014 bestand.

## Organisation
Die Mannschaft war das Farmteam des UCI ProTeams Giant-Shimano. Es wurde im Jahr der Gründung als UCI Continental Team registriert und besaß aufgrund der relativen Mehrheit schwedischer Fahrer eine schwedische Lizenz.
Sportlicher Leiter war der Deutsche Jens Lang, der bis 2013 diese Funktion Thüringer Energie Team ausübte und auch als Assistierender Sportlicher Leiter beim ProTeam Giant Shimano registriert ist.
Das Team wurde am Ende der Saison 2014 eingestellt, nachdem sich die Betreibergesellschaft entschied das Scouting nicht mehr über eine Nachwuchsmannschaft, sondern durch „Talenttage“ vorzunehmen.

## Erfolge

### Erfolge in der UCI Europe Tour
Bei den Rennen der UCI Europe Tour im Jahr 2014 gelangen dem Team nachstehende Erfolge.
| Datum     | Rennen                             | Kat. | Sieger            |
| --------- | ---------------------------------- | ---- | ----------------- |
| 20. Juni  | 1. Etappe Oberösterreich-Rundfahrt | 2.2  | Lars van der Haar |
| 3. August | 5. Etappe Tour Alsace              | 2.2  | Jan Brockhoff     |

### Erfolge in der Cyclocross Tour
Bei den Rennen der UCI-Cyclocross-Saison 2014/15 gelangen dem Team nachstehende Erfolge.
| Datum        | Rennen                                    | Kat. | Fahrer            |
| ------------ | ----------------------------------------- | ---- | ----------------- |
| 11. Oktober  | Grote Prijs van Brabant, ’s-Hertogenbosch | C2   | Lars van der Haar |
| 19. Oktober  | UCI-Weltcup, Valkenburg                   | CDM  | Lars van der Haar |
| 26. Dezember | UCI-Weltcup, Heusden-Zolder               | CDM  | Lars van der Haar |

## Mannschaft
| Name                           | Geburtstag        | Nationalität | Team 2013                     | Team 2015                |
| ------------------------------ | ----------------- | ------------ | ----------------------------- | ------------------------ |
| Christian Bertilsson           | 5. September 1991 | Schweden     | Team People4you-Unaas Cycling |                          |
| Jenthe Biermans                | 30. Oktober 1995  | Belgien      | Neoprofi                      | SEG Racing               |
| Jan Brockhoff                  | 3. Dezember 1994  | Deutschland  | Thüringer Energie Team        | AWT greenway             |
| Alex Frame                     | 18. Juni 1993     | Neuseeland   | Thüringer Energie Team        |                          |
| Lars van der Haar (ab 1. März) | 23. Juli 1991     | Niederlande  | Rabobank Development Team     | Team Giant-Alpecin       |
| Kristian Haugaard              | 27. Oktober 1991  | Danemark     | Leopard-Trek Continental Team | Leopard Development Team |
| Mathias Rask Jeppesen          | 18. Oktober 1995  | Danemark     | Neoprofi                      |                          |
| Fredrik Ludvigsson             | 28. April 1994    | Schweden     | Team People4you-Unaas Cycling | Team Giant-Alpecin       |
| Robert Pölder                  | 21. Juni 1991     | Schweden     | Team People4you-Unaas Cycling | Team Bliz-Merida         |
| Maximilian Schachmann          | 9. Januar 1994    | Deutschland  | Thüringer Energie Team        | AWT greenway             |
| Stagiaires                     | Stagiaires        | Nationalität | Nationalität                  |                          |
| Adriaan Janssen                | Adriaan Janssen   | Niederlande  | Niederlande                   |                          |

## Platzierungen in UCI-Ranglisten
UCI Europe Tour
| Saison | Mannschaftswertung | Fahrerwertung            |
| ------ | ------------------ | ------------------------ |
| 2014   | 78.                | Kristian Haugaard (286.) |